# ウグラ川
ウグラ川（ウグラがわ、ロシア語: Угра、Ugra）は、ロシア西部の河川で、オカ川の左支流である。
スモレンスク州南東部のスモレンスク高地（中央ロシア高地の北部）に発し、スモレンスク州からカルーガ州へと東へ339キロメートルにわたり流れ、カルーガの西のオカ川が北から東へ向きを変える地点でオカ川に合流する。流域面積は15,700平方キロメートルに達する。
流量は季節によって異なる。冬は流量も少なく、11月後半から3月末までは凍結する。3月初旬から5月までの間は雪解け水により洪水を起こし、水面は冬の間よりも最大11メートル高くなる。この時期の流量は、オカ川合流点から35キロメートル上流では1秒当り90平方メートルになる。夏から秋にかけては、時折降る大雨で水かさが増すくらいで、流量は少なくなる。
カルーガ州西部のウグラ川、ジズドラ川およびオカ川流域には落葉樹と針葉樹の混合林のサブタイガと落葉樹林があり、川および周辺にはシュナイダー、ヨーロッパカジカ、オオハム、ナベコウ、ミサゴ、ウスハイイロチュウヒ、オジロワシ、カラフトワシ、アシナガワシなどの絶滅危惧種が生息している。2002年にユネスコの生物圏保護区に指定された。

## 流域の歴史
ウグラ川は中世前期からさまざまな公国の境界であり、戦場にもなった。ウグラ河畔での戦いのうち、記録に残る最も古いものは1147年に起こっている。
最も有名な戦いは1480年の「ウグラ河畔の対峙」である。当時、東西に伸びるオカ川と、その延長線上で東西に伸びるウグラ川はモスクワ大公国とリトアニア大公国の国境であった。大オルダのアフマド・ハンはリトアニアの後援を期待しながら軍を率いてモスクワへ遠征しようとしたが、イヴァン3世は迎撃するためにウグラ川へ軍を集めた。両軍は交戦した後ウグラ川を挟んでにらみ合ったが、増援が続々と現れるモスクワ側に対し、大オルダ側にはリトアニアからの援軍がなかなか現れず、数週間後ついにアフマド・ハンは退却を決意した。この戦いは、ロシアに対するモンゴルの支配（「タタールのくびき」）の終わりを告げるものであった。
1500年以後、オカ川・ウグラ川の線は南方のタタール人からモスクワを守る防衛線となり、要塞が多数築かれた。
祖国戦争（フランス帝国のナポレオン1世のロシア侵攻）の際には、ウグラ河畔のユーフノフ付近でロシアの詩人・パルチザン指導者デニス・ダヴィドフが戦っている。第二次世界大戦の独ソ戦でもウグラ川周辺は戦いの場となった。